# Hauptstrasse 295
Die Hauptstrasse 295 ist eine Hauptstrasse in der Schweiz. Sie verläuft entlang der Nordseite des Limmattals durch die Kantone Aargau und Zürich.

## Verlauf
Die Strasse verbindet die Hauptstrasse 5 in Untersiggenthal an der Aare mit der Europabrücke in Zürich-Höngg.
Von Siggenthal-Station verläuft die Strasse nach Baden und Wettingen und erreicht östlich von Würenlos die Kantonsgrenze. Bei Weiningen folgt sie auf der Nordseite den Fahrbahnen des Autobahnkreuzes Limmattal und hat eine Zufahrt auf die A1 kurz vor dem Westportal des Gubristtunnels.

## Zweigstrecken
Zum Strassensystem der Hauptstrasse 295 gehören vier weiterführende Strassen:
- Hauptstrasse 295.1: von Siggenthal-Station bis Bad Zurzach
- Hauptstrasse 295.2: von Würenlingen nach Endingen
- Hauptstrasse 295.3: von Zürich nach Regensdorf
- Hauptstrasse 295.4: Zufahrt in Bad Zurzach zur Rheinbrücke Zurzach–Rheinheim